# Makoanus lanatus
Makoanus lanatus är en skalbaggsart som beskrevs av Marc Lacroix 1993. Makoanus lanatus ingår i släktet Makoanus och familjen Melolonthidae. Inga underarter finns listade i Catalogue of Life.